# Zone 6 des transports en commun d'Île-de-France

Carte du RER d'Île-de-France indiquant la division de la région en zones tarifaires avant juillet 2011. La zone 6 est visible sur cette carte : il s'agit de la portion blanche la plus extérieure.

La zone 6 est une ancienne zone du système tarifaire zonal concentrique utilisé par les transports en commun d'Île-de-France, la plus extérieure. Elle disparaît le 1er juillet 2011.

## Historique

Carte du RER avant juillet 2007 : les zones 7 et 8 sont encore présentes.

La zone 6 a vu le jour en 1991 lors de la généralisation de la carte Orange à l'ensemble de la région.
La zone 6 est comprise à l'origine entre les zones 5 et 7. Elle concerne alors la quasi-totalité des gares de la partie extérieure de l'Île-de-France, à l'exception d'un arc au sud-est, concerné par les zones 7 et 8, et du nord de l'Île-de-France où la zone 5 était déjà la plus extérieure.
Le 1er juillet 2007, les zones 7 et 8 sont fusionnées dans la zone 6, qui concerne donc la totalité de la couronne extérieure d'Île-de-France.
Le 1er juillet 2011, la zone 6 est à son tour intégrée dans la zone 5.

## Gares
Avant l'intégration des gares des anciennes zones 7 et 8, et sa propre fusion avec la zone 5, la zone 6 comprenait les 64 gares suivantes (certaines desservies par plusieurs lignes),.

### RER C
- Breuillet - Bruyères-le-Châtel
- Breuillet-Village
- Saint-Chéron
- Sermaise
- Dourdan
- Dourdan - La Forêt
- Bouray
- Lardy
- Chamarande
- Étréchy
- Étampes
- Saint-Martin-d'Étampes

### RER D
- Saint-Fargeau
- Ponthierry - Pringy
- Boissise-le-Roi
- Vosves
- Melun
- Savigny-le-Temple - Nandy
- Cesson
- Le Mée

### Transilien J
- Montgeroult - Courcelles
- Us
- Santeuil - Le Perchay
- Chars

### Transilien K
- Compans
- Thieux - Nantouillet
- Dammartin - Juilly - Saint-Mard

### Transilien N
- Beynes
- Mareil-sur-Mauldre
- Maule
- Nézel - Aulnay
- Épône - Mézières
- Mantes-la-Jolie
- Montfort-l'Amaury - Méré
- Garancières - La Queue
- Orgerus - Béhoust
- Tacoignières - Richebourg
- Houdan
- Les Essarts-le-Roi
- Le Perray
- Rambouillet

### Transilien P
- Esbly
- Montry - Condé
- Couilly - Saint-Germain - Quincy
- Villiers - Montbarbin
- Crécy-la-Chapelle
- Meaux
- Trilport
- Changis - Saint-Jean
- Isles - Armentières - Congis
- Marles-en-Brie
- Mortcerf
- Guérard - La Celle-sur-Morin
- Faremoutiers - Pommeuse
- Mouroux
- Verneuil-l'Étang
- Mormant

### Transilien R
- Melun
- Bois-le-Roi
- Fontainebleau-Forêt
- Fontainebleau - Avon
- Livry-sur-Seine
- Chartrettes
- Fontaine-le-Port